# Guillermo Garlatti

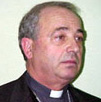

Guillermo José Garlatti (* 12. Juli 1940 in Forgaria) ist ein italienischer Geistlicher und emeritierter römisch-katholischer Erzbischof von Bahía Blanca.

## Leben
Guillermo José Garlatti empfing am 5. Juli 1964 die Priesterweihe.
Papst Johannes Paul II. ernannte ihn am 27. August 1994 zum Titularbischof von Aquae Regiae und Weihbischof in La Plata. Der Erzbischof von La Plata, Carlos Walter Galán Barry, spendete ihm am 30. November desselben Jahres die Bischofsweihe; Mitkonsekratoren waren Juan Carlos Maccarone, Weihbischof in Lomas de Zamora, und José María Arancedo, Bischof von Mar del Plata.
Am 20. Februar 1997 wurde er zum Bischof von San Rafael ernannt und am 8. Mai desselben Jahres in das Amt eingeführt. Am 11. März 2003 wurde er zum Erzbischof von Bahía Blanca ernannt und am 10. Mai desselben Jahres in das Amt eingeführt.
Am 12. Juli 2017 nahm Papst Franziskus seinen altersbedingten Rücktritt an.

## Schriften
- Evangelización y liberación. In: Guillermo Garlatti, Rubén Darío García, Carmelo Juan Giaquinta, José Ángel Rovai, Pablo Sudar, Gerardo Tomás Farrell (Hrsg.): Evangelización y liberación (= Teología (Sociedad Argentina de Teología). Band 1). Ediciones Paulinas, Buenos Aires 1986, ISBN 978-950-09-0640-1, S. 11–46.